# Cambridge Z88
Cambridge Z88 – przenośny komputer osobisty produkcji Sinclair Research rozmiaru arkusza papieru A4 (21x30 cm) i grubości około 1 cm, ważący poniżej 1 kilograma. Z88 wyposażony był w mikroprocesor Zilog Z80, zaś jako jego oprogramowanie użytkownik mógł wykorzystać aplikacje m.in. do przetwarzania tekstu, baz danych i arkuszy kalkulacyjnych.
Komputer udostępniał użytkownikowi około 15 z zainstalowanych 32 kilobajtów pamięci RAM (pamięć rozszerzalna do 416 kB za pomocą odpowiednich modułów; producent zamierzał wprowadzić moduły pozwalające na rozszerzenia pamięci nawet do 3 MB). W charakterze pamięci zewnętrznej komputer korzystał z pamięci EPROM o pojemności 32 kB i 128 kB (producent zapowiadał nośniki o pojemności 1 MB).
Klawiatura urządzenia wykonana była – podobnie jak w ZX Spectrum – z gumy. Komputer wyposażony był w ekran LCD wyświetlający 8 linii po 94 znaki każda; możliwe było korzystanie z czterech widoków ekranowych naraz. Komunikacja zewnętrzna odbywała się za pomocą interfejsu RS 232 C. Komputer zasilany był czterema bateriami typu AA.
Cenę urządzenia jego producent ustalił na 249,99 GBP.